# Aleksej Bogoljubov

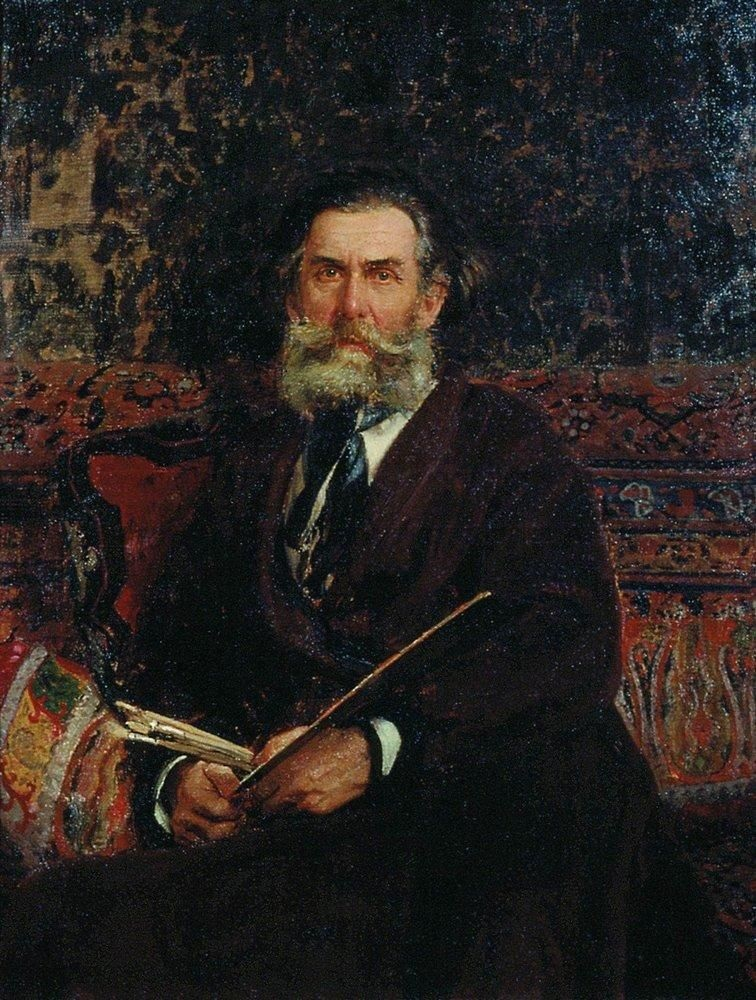
Bogoljubov målad av Ilja Repin 1876.

Aleksej Petrovitj Bogoljubov, född 16 mars 1824 och död 7 november 1896 i Paris, var en rysk målare.
Bogoljubov ägnade sig efter studier i Genève, Paris och Düsseldorf åt målningen av ryska stads- och kustbilder, särskilt mariner med scener ur ryska flottans historia, och blev mycket anlitad både som kejserlig målare och lärare. I synnerhet hans skisser som äger frisk och livlig färg. Bogoljubov var också tecknare och etsare.

## Galleri

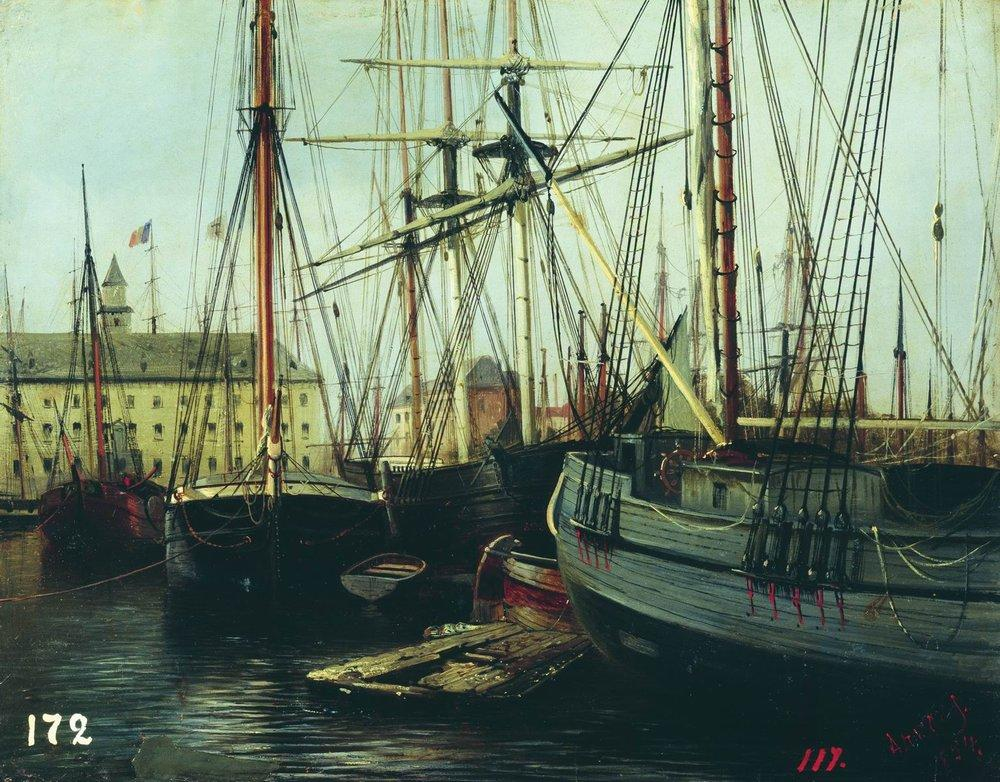
Antwerpen, 1854.
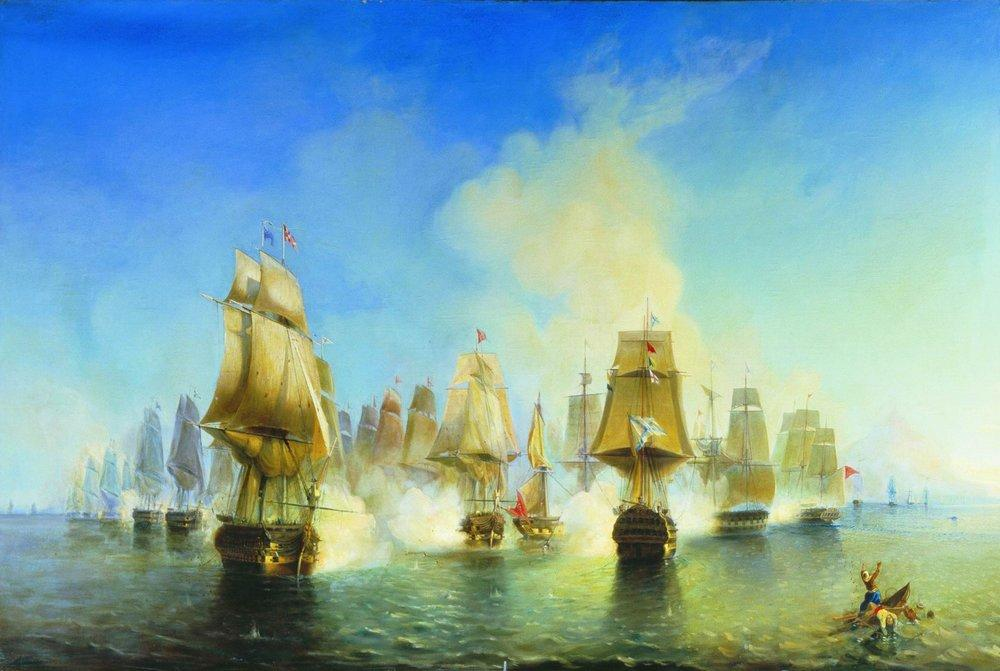
Slaget vid Athos, 1853.
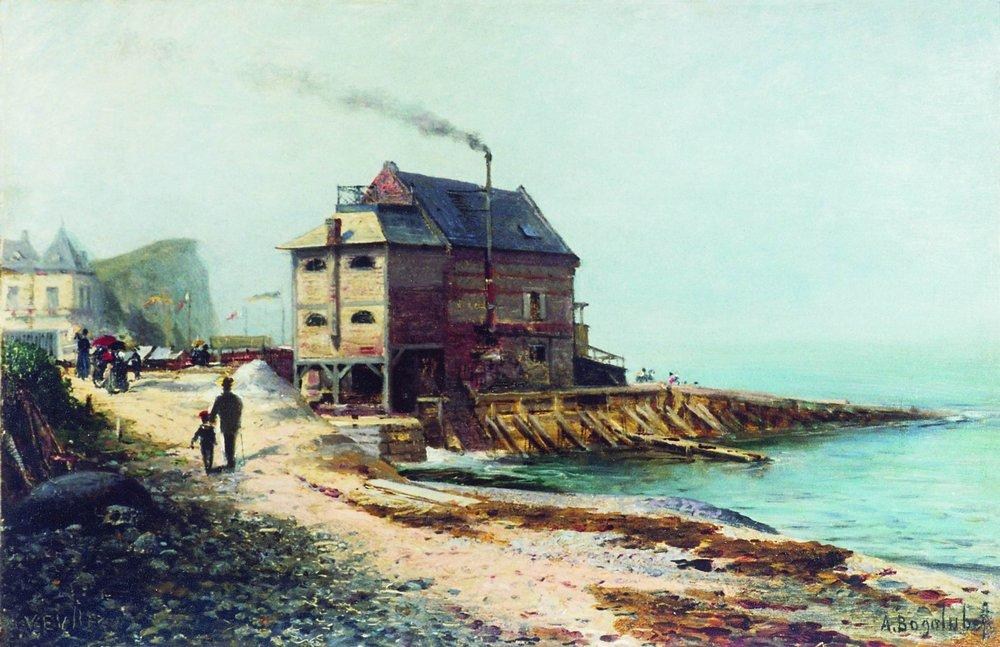
Normandie, 1880.
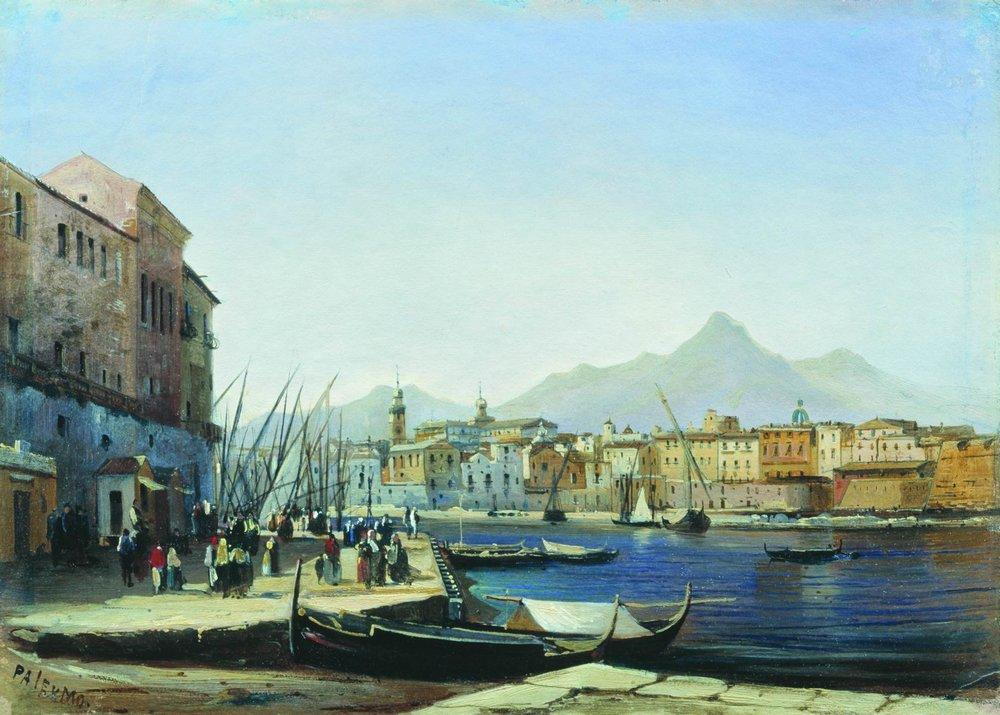
Palermo, 1850-talet.